# James T. Farrell
James Thomas Farrell (geboren am 27. Februar 1904 in Chicago; gestorben am 22. August 1979 in New York) war ein amerikanischer Schriftsteller.

## Leben und Werk
Farrell wurde in den 1930er Jahren mit Romanen über das irischstämmige Industrieproletariat in Chicago, dem er selbst entstammte, einer der bekanntesten amerikanischen Schriftsteller. Insbesondere seine Romantrilogie Studs Lonigan, die 1960 als Spielfilm Kein Stern geht verloren und 1979 mit Harry Hamlin in der Hauptrolle als Miniserie für das Fernsehen verfilmt wurde, fand viele Leser und gilt bis heute als eines der herausragenden Werke der naturalistischen Prosa in der Tradition Theodore Dreisers, die die amerikanische Literatur der 1930er Jahre prägte. Farrell verstand seine Romane auch als politische Stellungnahme. Wie viele amerikanische Schriftsteller der Moderne stand er unter dem Eindruck der Weltwirtschaftskrise und der Great Depression der Kommunistischen Partei der USA (CPUSA) nahe und wechselte nach 1936, nach dem Moskauer Prozessen, zum Trotzkismus über; 1938–45 war er Mitglied der Socialist Workers Party und wandte sich gegen eine Kriegsbeteiligung der USA im Zweiten Weltkrieg, hinter der er imperialistische Motive wähnte. Seit 1942 war er Mitglied der American Academy of Arts and Letters.
Farrell war ein „Vielschreiber“ und veröffentlichte bis zu seinem Tod mehr als 50 Bücher. In der Gunst des Publikums, vor allem aber der Kritiker, sank er allerdings nach dem Zweiten Weltkrieg, als der Zeitgeist nach weniger politisierter Literatur verlangte.

## Werke (Auswahl)
- Young Lonigan (1932)
- Gas-House McGinty (1933)
- Calico Shoes (1934)
- The Young Manhood of Studs Lonigan (1934)
- Guillotine Party and Other Stories (1935)
- Judgment Day (1935)
- A Note on Literary Criticism (1936)
- A World I Never Made (1936)
- Can All This Grandeur Perish? and Other Stories (1937)
- No Star Is Lost (1938)
- Tommy Gallagher’s Crusade (1939)
- Father and Son (1940)
- Decision (1941)
- Ellen Rogers (1941)
- My Days of Anger (1943)
- Bernard Clare (1946)
- Literature and Morality (1947)
- The Road Between (1949)
- An American Dream Girl (1950)
- The Name Is Fogarty: Private Papers on Public Matters (1950)
- This Man and This Woman (1951)
- Yet Other Waters (1952)
- Reflections at Fifty and Other Essays (1954)
- French Girls Are Vicious and Other Stories (1955)
- A Dangerous Woman and Other Stories (1957)
- My Baseball Diary (1957)
- It Has Come to Pass (1958)
- Boarding House Blues (1961)
- Side Street and Other Stories (1961)
- The Silence of History (1963)
- What Time Collects (1964)
- Lonely for the Future (1966)
- When Time Was Born (1966)
- A Brand New Life (1968)
- Childhood Is Not Forever (1969)
- Invisible Swords (1971)
- Judith and Other Stories (1973)
- The Dunne Family (1976)
- The Death of Nora Ryan (1978)

## Verfilmungen
- 1960: Kein Stern geht verloren (Studs Lonigan)
- 1979: Studs Lonigan – TV-Miniserie mit Harry Hamlin

## Sekundärliteratur
- Edgar M. Branch: James T. Farrell. Twayne, Boston 1971
- Kathleen Farrell: Literary Integrity and Political Action: The Public Argument of James T. Farrell. Westview Press, Boulder CO 1999, ISBN 0-8133-9071-0.
- Robert K. Landers: An Honest Writer: The Life and Times of James T. Farrell. Encounter Books, San Francisco 2004, ISBN 1-893554-95-3.
- Alan M. Wald: James T. Farrell: The Revolutionary Socialist Years. New York University Press, New York 1978, ISBN 0-8147-9179-4.